# Sport TV
Sport TV ist ein portugiesischer Kabelkanal, der erste Pay-TV-Kanal in Portugal, dessen Programm sich auf den nationalen und internationalen Sport konzentriert. Er wurde am 16. September 1998 gegründet und gehört zur Gruppe NOS und Global Media Group.
Aufgrund des großen Erfolgs des Kabelsenders sind inzwischen Sport TV 2 HD (8. Juni 2006), Sport TV 3 HD (1. Juni 2008), Sport 4 HD, Sport TV 5 HD und Sport TV+ HD (sportlicher Nachrichtensender) eingeführt worden.
Sport TV besitzt auch die Übertragungsrechte an allen Spielen auf europäischer Ebene – der UEFA Champions League, Europa League, Copa Libertadores, Copa América, Fußball-Europameisterschaft, Fußball-Weltmeisterschaft und FIFA-Klub-Weltmeisterschaft.
In Bezug auf die anderen Sportarten überträgt Sport TV die wichtigsten nationalen und internationalen Wettbewerbe.
Im Mai 2018 verlor das Unternehmen NOS (Eigentümer der Sport.TV-Sender) die Übertragungsrechte der Champions League, der spanischen Liga LaLiga und der französischen Liga Ligue 1. Sein Konkurrent Eleven Sports Portugal erhielt die exklusiven Rechte und wird ab 1. August 2018 im Kabel-TV-Anbieter Nowo zu empfangen sein. Um diese sportlichen Events zu verfolgen, ist ein monatliches Abonnement und ein Kabelanschluss erforderlich.[veraltet]